# Malindi
Malindi este un oraș din Kenya.